# Rhabinogana actona
Rhabinogana actona là một loài bướm đêm trong họ Noctuidae.